# Rosh haShana

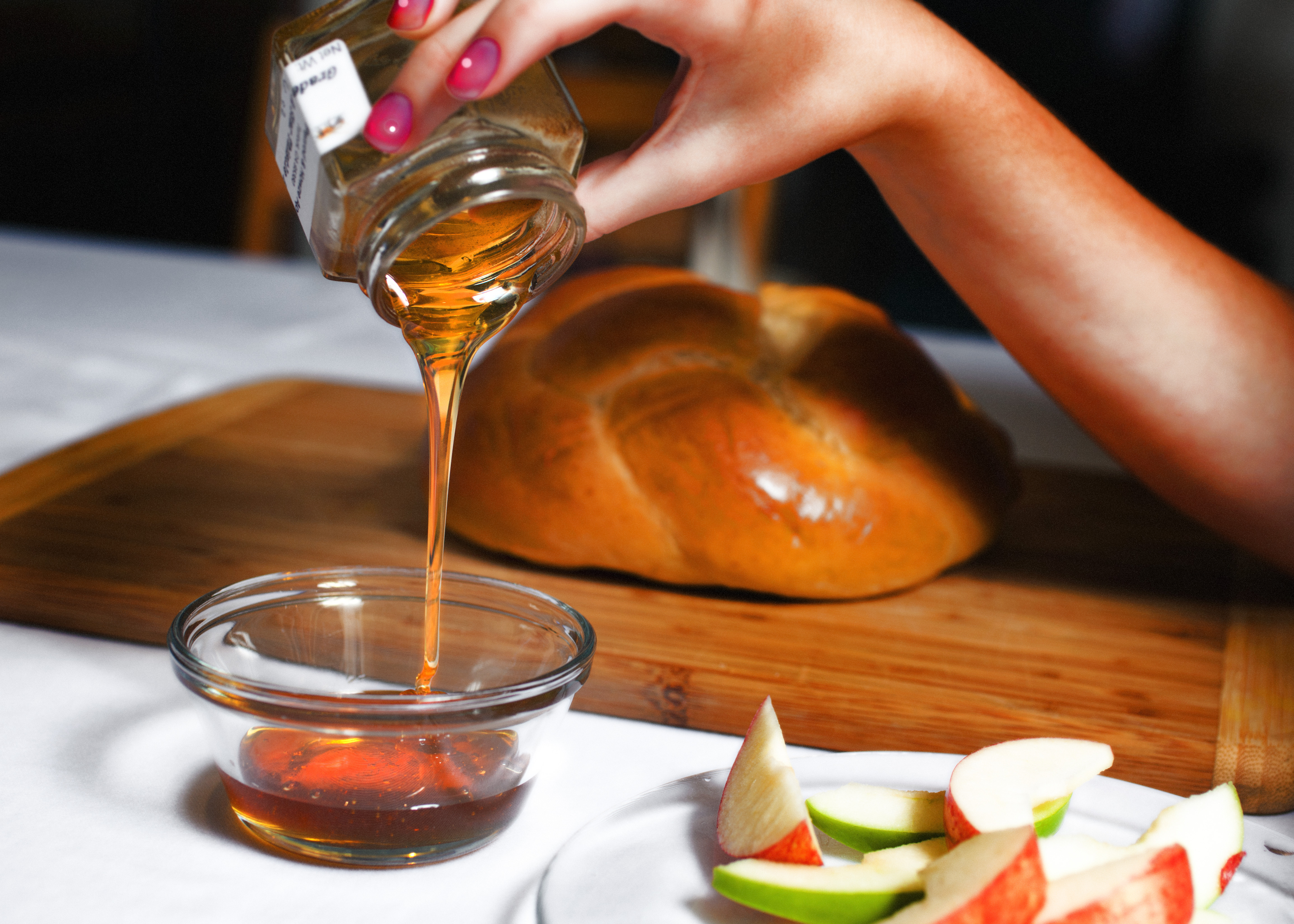
Il miele e le mele, e in particolare le mele immerse nel miele, sono uno dei simboli di Rosh HaShana, la festa del capodanno ebraico.

Rosh Hashanah (in ebraico ראש השנה, letteralmente capo dell'anno) è il capodanno civile nell'ebraismo. Infatti quello religioso, descritto nel Pentateuco ricorre nel mese di Abib, il primo mese, in cui venne istituita la Pasqua.
Nella Torah vi si fa riferimento definendolo "il giorno del suono dello Shofar" (Yom Terua, Levitico 23:24). La letteratura rabbinica e la liturgia descrivono Rosh haShana come il "Giorno del giudizio" (Yom ha-Din) ed il "Giorno del ricordo" (Yom ha-Zikkaron).
Nei midrashim si racconta di Dio che si siede sul trono, di fronte a lui i libri che raccolgono la storia dell'umanità (non solo del popolo ebraico). Ogni singola persona viene presa in esame per decidere se meriti il perdono o meno.
La decisione, però, verrà ratificata solo in occasione di Yom Kippur. È per questo che i 10 giorni che separano queste due festività sono chiamati i 10 giorni penitenziali. In questi 10 giorni è dovere di ogni ebreo compiere un'analisi del proprio anno ed individuare tutte le trasgressioni compiute nei confronti dei precetti ebraici. Ma l'uomo è rispettoso anche verso il proprio prossimo. Ancora più importante, allora, è l'analisi dei torti che si sono fatti nei confronti dei propri conoscenti. Una volta riconosciuto con sé stessi di aver agito in maniera scorretta, occorre chiedere il perdono del danneggiato. Quest'ultimo ha il dovere di offrire il proprio perdono. Solo in casi particolari ha la facoltà di negarlo. È con l'anima del penitente che si affronta lo Yom Kippur.
La festa dura 2 giorni sia in Israele che in diaspora, ma è una tradizione recente. Esistono infatti testimonianze di come a Gerusalemme si festeggiasse solo il primo giorno ancora nel XIII secolo. Le scritture recano il precetto dell'osservanza di un solo giorno. È per questo che alcune correnti dell'ebraismo, tra le quali i Karaiti, festeggiano solo il primo. L'ebraismo ortodosso e quello conservativo, invece, li festeggiano entrambi.

## La festa nel calendario gregoriano
Rosh haShanah cade 162 giorni dopo il primo dei giorni di Pesach. Nel calendario gregoriano non può cadere prima del 5 settembre. Curiosamente, a causa della differenza tra il calendario ebraico e quello gregoriano, dal 2089 di quest'ultimo, Rosh haShana non potrà più cadere prima del 6 settembre.
Non può invece cadere più tardi del 5 ottobre. Sempre per come è calcolato il calendario ebraico, la festa di Rosh haShana non può mai cadere di giovedì, venerdì o domenica.
Basato sulla data tradizionale della creazione del mondo, cade il primo giorno di Tishri; secondo il calendario gregoriano in settembre o nei primi giorni di ottobre. Nei prossimi anni cadrà:
- 2019: 29 settembre - capodanno 5780
- 2020: 18 settembre - capodanno 5781
- 2021: 6 settembre - capodanno 5782
- 2022: 25 settembre - capodanno 5783
- 2023: 15 settembre - capodanno 5784
- 2024: 2 ottobre - capodanno 5785
- 2025: 22 settembre - capodanno 5786
- 2026: 11 settembre - capodanno 5787
- 2027: 1º ottobre - capodanno 5788
- 2028: 20 settembre - capodanno 5789
- 2029: 10 settembre - capodanno 5790

## La tradizione
Una delle caratteristiche peculiari di Rosh haShana è il suono dello shofar. In alcune comunità viene suonato tutte le mattine del mese di Elul, l'ultimo prima del nuovo anno. Il significato di questa usanza è quello di risvegliare il popolo ebraico dal torpore e ricordargli che sta per avvicinarsi il giorno in cui verrà giudicato (Maimonide, Yad, Leggi della penitenza 3:4) con Yom Kippur.
Nei giorni precedenti, vengono recitate le selichot (preghiere penitenziali). A seconda della tradizione delle varie correnti, la recitazione delle selichot inizia in momenti diversi, dai 30 ai 10 giorni prima della festività di Rosh haShana.
Queste composizioni poetiche sono talmente importanti che nel giorno stesso della festività, alcune di queste, chiamate piutim, sono inserite all'interno della normale liturgia.
Nel pomeriggio che precede l'inizio della festività si usa fare il tashlikh, un lancio di oggetti presso uno specchio d'acqua (anche una fontana va bene) per liberarsi di ogni residuo di peccato.

### Il Seder
La cena della prima sera di Rosh haShana è detta Ser di Rosh haShanà; durante questa cena, assieme alla recitazione di piccole formule di preghiera, si usa consumare sia qualcosa di dolce (tipica la mela intinta nel miele), sia cibi che diano l'idea di molteplicità, come il melograno, per augurarsi un anno dolce e prospero.
Tra i vari piatti che si servono durante questa cena, differenti nelle varie tradizioni, è una costante la presenza di qualche parte di animale che faccia parte della testa, a simboleggiare il capo dell'anno. Solitamente viene portata in tavola anche una forma di pane (challa) tonda, a simboleggiare la circolarità dell'anno.
Nel pasto della seconda sera, col secondo Seder come il primo, vengono servite più varietà possibili di frutta, perché vengano incluse nella benedizione di shehecheyanu (la benedizione che si recita la prima volta che si assaggia qualcosa nell'anno).

## Nella Torah
Nell'antichità, l'anno ebraico aveva inizio in autunno seguendo il ciclo dei campi: semina-crescita-raccolto. Seguendo questo stesso ordine, si presentano le principali festività ebraiche: la festa del pane azimo; la festa della mietitura (primizie dei cereali), sette settimane più tardi, e la festa del raccolto o dell'immagazzinamento al termine della stagione, che segna anche il termine del calendario ebraico (Esodo 23:14-17, Deuteronomio 16:1-16). È probabile che quest'ultima festa sia stata celebrata nell'antichità in modi particolari.
Il primo riferimento agli usi della festa è, probabilmente, di Ezechiele (Ezechiele, XL 1). Nel Levitico (23:9) si dice che il giubileo, che inizia nello stesso giorni di Rosh haShana, venne accolto con il suono di trombe.
Secondo la traduzione dei settanta del libro di Ezechiele, sacrifici specifici venivano offerti sia nel primo giorno del primo mese (Nisan), sia il primo giorno del settimo mese (Tishri). Il primo giorno del settimo mese viene indicato come "giorno del suono delle trombe". Si teneva una convocazione sacra. Nessun lavoro doveva essere eseguito e speciali sacrifici dovevano essere offerti (Levitico, 23:23-25; Numeri 29:1-6). Non viene ancora chiamato espressamente capodanno, ma veniva già osservato come tale dagli ebrei del tempo.
In questa data ricorre la creazione di Adamo.

## Tashlikh

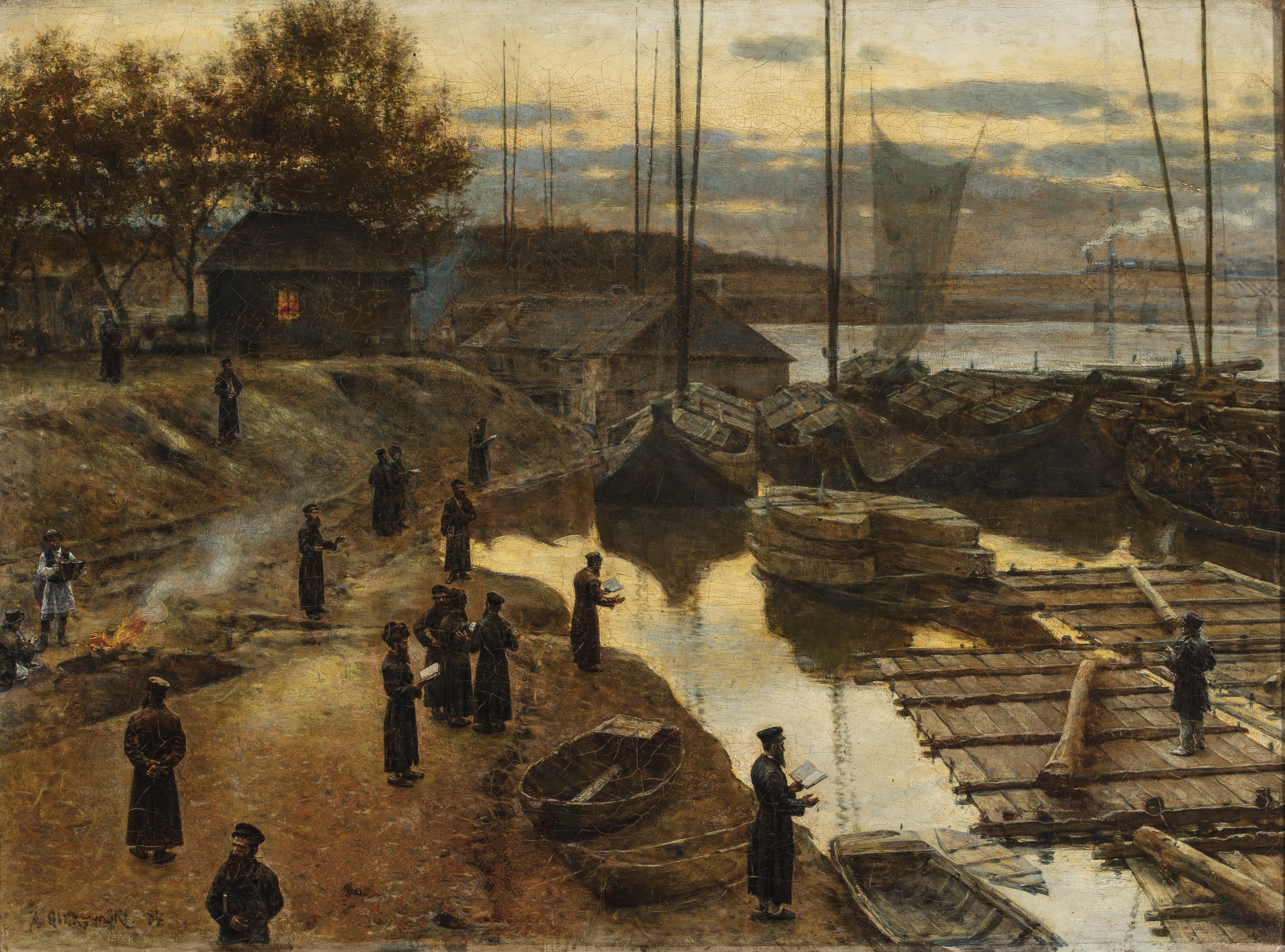
Ebrei a Rosh haShanah (dipinto di Aleksander Gierymski, 1884

Tashlikh (in ebraico תשליך‎?, tradotto con "gettar via, buttare") è una pratica antica dell'Ebraismo, usualmente eseguita nel pomeriggio di Rosh haShanah, ma può essere osservata fino a Hoshanah Rabbah (Grande Supplica/Osanna). I peccati dell'anno precedente sono simbolicamente "buttati via" recitando una sezione da Michea che allude alla liberazione simbolica dai peccati gettandoli in grande corpo naturale di acqua corrente (come un fiume, lago, mare o oceano), lanciando quindi un sasso o una pietra nell'acqua stessa.
Il nome "Tashlikh" e la pratica stessa derivano dal passo biblico Michea 7:18-20 recitato alla cerimonia: "Tu getterai in fondo al mare tutti i nostri peccati."
Viene recitato anche il Salmo 69, ricordando ancora la continua opposizione tra bene e male, giusti e malvagi, contrasto vinto definitivamente grazie alla Teshuvah appunto.

### Origini e Halakhah
La maggioranza delle fonti ebraiche fanno risalire la tradizione a Rabbi Yaakov ben Moshe Levi Moelin (ebraico: יעקב בן משה מולין, Germania 1365-1427) nella sua opera Sefer Maharil. Alcuni indizi sulla sua prima origine sono:
- Flavio Giuseppe (Antichità giudaiche 14:10, § 23) fa riferimento al decreto di Alicarnasso che permette agli ebrei di "praticare i loro riti secondo le leggi ebraiche e mantenere i loro luoghi di preghiera vicino al mare, secondo le usanze dei loro padri".
- Lo Zohar, uno dei libri più importanti del misticismo ebraico, afferma che "qualunque cosa cada nel profondo [delle acque] è perso per sempre; ... serve come il capro espiatorio per l'abluzione dei peccati" (Zohar, Vayikra 101a,b). Alcuni asseriscono che questo passo si riferisca a tashlikh.[4]

Il primo riferimento diretto a tashlikh si trova presso Rabbi Jacob Moelin in Sefer Maharil, dove spiega il minhag ("usanza") quale commemorazione del Legatura di Isacco. Racconta un midrash rabbinico sulla legatura nel quale Satana, gettandosi attraverso il sentiero di Abramo in forma di un torrente profondo che egli superò, cercò di impedirgli il sacrificio di Isacco sul Monte Moriah infatti Abramo e Isacco, nel fiume quasi fino al collo, pregarono Dio di assisterli, al che il fiume scomparve.

Moelin tuttavia proibisce la pratica di gettare pezzi di pane nel fiume, specialmente nel giorno di Shabbat (quando il "trasporto" è proibito). Ciò dimostra quindi che al suo tempo tashlikh era una pratica debitamente osservata, anche quando il primo giorno di Rosh haShana capitava nello Shabbat, sebbene in seguito la cerimonia venisse rimandata al secondo giorno. Rabbi Moses Isserles coautore dello Shulchan Aruch (il "Codice della legge ebraica") spiega: